# Radoviči
Radoviči este o localitate din comuna Metlika, Slovenia, cu o populație de 97 de locuitori.